# Nokia E72
Nokia E72 är en smartphone från Nokia som lanserades i 2009.